# Batalla de Liorna
La batalla de Liorna (Livorno) va tenir lloc el 14 (4 de març segons el calendari julià que llavors s'utilitzava a Anglaterra) davant de Liorna (Livorno) (Itàlia) durant la Primera Guerra Anglo-neerlandesa, entre la flota holandesa comandada pel comodor Johan van Galen i els esquadrons anglesos del capità Henry Appleton i Richard Badiley.

## Context
El 1652, el govern de la Commonwealth d'Anglaterra, creient erròniament que els holandesos havien estat derrotats a la batalla de Kentish Knock, va enviar un esquadró de vint vaixells al Mediterrani, deixant les aigües territorials a Robert Blake amb 42 vaixells. Aquesta divisió de forces va provocar una derrota a la batalla de Dungeness al desembre. Al Mediterrani, la situació era crítica per als 6 vaixells de Henry Appleton, envoltats al port neutral de Liorna i per als vuit vaixells de Richard Badiley envoltats a Elba, pels 16 vaixells del comodor Johan van Galen.

## Batalla
L'única esperança dels anglesos és combinar les seves forces, però Appleton surt massa d'hora i es dedica a la lluita amb els holandesos abans que Badiley vingui en ajuda seva. Dos dels seus vaixells són destruïts i tres són capturats. Només el Mary, més ràpid que els vaixells holandesos, va aconseguir arribar a Badiley. Al seu torn, aquest últim compromet als holandesos, però en nombre inferior, només pot retirar-se.

## Conseqüències
La batalla va donar als holandesos el control del Mediterrani, posant el comerç anglès amb Orient a la seva mercè. Ferit de mort, Van Galen va morir el 23 de març a Liorna.
Cornelis Tromp, fill del tinent almirall Maarten Tromp, participa en la batalla. Ell mateix es convertiria en un famós almirall.